# Djemaa Ouled Cheikh
Djemaa Ouled est une commune de la wilaya de Aïn Defla en Algérie.

## Histoire
La commune est issue du découpage administratif du 04 février 1984 (loi n° 84-09).
En 1948, un soulèvement populaire à la suite du truquage des élections par l’administration française dirigé par M’hamed Bougara et Guessoum Mouhouche (militants PPA/MTLD).

## Démographie
Djemaa Ouled Cheikh est l'une des communes les moins peuplées de la wilaya d'Aïn Defla, selon le recensement général de la population et de l'habitat de 2008, la population de la commune est évaluée à 7 510 habitants contre 6 987 en 1998.